# 讷耶-蓬皮埃尔站
讷耶-蓬皮埃尔站（法語：Gare de Neuillé-Pont-Pierre）是法国的一个铁路车站，位于法国安德尔-卢瓦尔省市镇讷耶-蓬皮埃尔境内。

## 位置
讷耶-蓬皮埃尔站位于图尔－勒芒铁路263.404公里处，安德尔-卢瓦尔省省道D166线上，距离讷耶-蓬皮埃尔市镇中心大约1.1公里。车站大致呈东南-西北走向，开口朝西南。

## 基本信息
讷耶-蓬皮埃尔站是一个无人看守的铁路乘降所，乘客须提前购买车票或使用通勤卡。
| 讷耶-蓬皮埃尔站基本信息 |          |
| 窗口开放时间            | 无       |
| 售票设施                | 无       |
| 横穿轨道设施            | 铁路道口 |

## 站台设置
| 东北↑ |             |           |
|       | 侧式        |           |
|       |             | 图尔方向→ |
|       |             | ←勒芒方向 |
|       | 侧式 主站房 |           |
| 西南↓ |             |           |

## 停靠线路
以下列车线路在讷耶-蓬皮埃尔站停靠：
| 讷耶-蓬皮埃尔站列车线路表 |      |                |            |              |
| 线路                      | 车种 | 上一站         | 下一站     | 大致运行频率 |
| 图尔—勒芒                 | Rémi | 圣安托万迪罗谢 | 圣帕泰尔讷 | 每天往返2班  |
| 1.                        |      |                |            |              |

## 配套交通

### 长途汽车
讷耶-蓬皮埃尔站停靠往返于图尔和奈河畔圣克里斯托夫之间的大巴车，每周一至五运行。当铁路线施工或罢工时，SNCF可能会提供途径该线路沿途站点的大巴车，其车票可与SNCF的同线路车票通用。

### 城市公共交通
讷耶-蓬皮埃尔站附近暂无城市公共交通线路。

## 临近车站
| 上一站                    | 法国铁路 | 法国铁路       | 法国铁路 | 下一站                |
| ------------------------- | -------- | -------------- | -------- | --------------------- |
| 圣安托万迪罗谢7.6km往图尔 |          | 图尔－勒芒铁路 |          | 圣帕泰尔讷8.6km往勒芒 |